# Thame
Pour les articles homonymes, voir Thame (homonymie).
Thame est une ville d'Angleterre située sur la Thame dans l'Oxfordshire. Elle se trouve à 20 kilomètres à l'est d'Oxford.

## Jumelages
- Montesson (France) depuis 2001